# Johannes Lebech
Niels Johannes Lebech (født 12. september 1948 i Skive, opvokset i Stoholm i Fjends) er cand. mag., lektor, tidligere kirkeminister og tidligere medlem af Europa-Parlamentet for det Radikale Venstre.

## Baggrund
Johannes Lebech er søn af skoleinspektør Kristen Lebech og hustru Edith Lebech (født Nielsen). Lebech er student fra Viborg Katedralskole 1967, cand. mag. i dansk og historie fra Aarhus Universitet 1975. Han har læst europastudier ved Jysk Åbent Universitet 1994-1996.
Han var sektionsleder i civilforsvaret 1967-69, undervisningsassistent ved Aarhus Universitet 1973-1975, underviser ved Holstebro Handelsskole 1975-1978 og lektor på Holstebro Gymnasium og HF fra 1978 til 2013.
Lebech har skrevet Moderne Europæisk Nationalisme, 1996 (ISBN 87-00-24066-4).

## Politisk karriere
Lebech har været medlem af Det Radikale Venstre siden 1980 og har haft en række positioner i partiet som kredsformand 1982-1985, amtssekretær 1985-1992 og landsformand 1997-2000. Lebech har desuden været medlem af bestyrelsen for Danmarks Radio i 2000 og statsrevisor fra 2002-2007.
Lebech var kirkeminister i ministeriet Nyrup Rasmussen 2000-2001.
Lebech var medlem af Europaparlamentet fra den 29. november 2007 til 13. juli 2009 og vicepræsident i det europæiske liberale parti ELDR fra 2002 til 2008.

### Arkiverede gamle biografier
- Lebech, Johannes. Folketinget. Modtaget 27. oktober 2014.
- Statsrevisor Johannes Lebech. Folketinget. Modtaget 27. oktober 2014.